# Фон (река)
Вижте пояснителната страница за други значения на Фон.
Фон (на английски: Fawn River) е река в централната част на Канада, северозападната част на провинция Онтарио, десен приток на река Севърн. Дължината ѝ от около 330 км ѝ отрежда 112-о място в Канада.
Река Фон извира на около 70 км югозападно от езерото Биг Траут (северозападната част на провинция Онтарио), на 309 м н.в. Тече на североизток, навлиза от юг в езерото Биг Траут, изтича от източния му ъгъл, пресича езерото Англинг и продължава на североизток. На около 80 км преди устието си завива на северозапад и се влива отдясно в река Севърн на 46 м н.в.
По течението на реката има само две малки селища – Биг Траут Лейк, разположено на северния бряг на езерото Биг Траут и Англинг Лейк – на северния бряг на едноименното езеро. В близост до двете селища има изградени сезонни летателни писти, на които по време на краткия летен сезон пристигат стотици туристи, рибари и любители на дивата природа.